# Martí Vigo del Arco
Pour les articles homonymes, voir Del Arco.
Martí Vigo del Arco, né le 22 décembre 1997 à Sesué, est un fondeur espagnol devenu coureur cycliste professionnel en 2021. Il est membre de l'équipe Drone Hopper-Androni Giocattoli.

## Carrière
Il fait ses débuts sur la scène internationale en ski de fond en 2014, il prenant part notamment aux Championnats du monde junior à Val di Fiemme. Il compte deux autres participations dans cette compétition en 2016 et 2017, où il obtient son meilleur résultat avec une 14e place sur le dix kilomètres libre. Il est récompensé par le Prix Carolina Ruiz  en tant que meilleur espoir par sa fédération.
Il fait ses débuts en Coupe du monde en janvier 2018 à Dresde sur un sprint. Un mois plus tard, il honore sa première sélection majeure à l'occasion des Jeux olympiques à Pyeongchang, où il échoue à terminer le quinze kilomètres et prend la 17e place sur le sprint par équipes.
En 2020, il se redirige vers le cyclisme sur route et obtient un contrat avec l'équipe professionnelle Androni Giocatolli-Sidermec en 2021.

## Palmarès en ski de fond

### Jeux olympiques
| Épreuve / Édition   | Sprint                           | Sprint    | 15 km   | 15 km                            | Skiathlon 2 × 15 km | 50 km | Relais | Relais    |
| Épreuve / Édition   | libre                            | classique | libre   | classique                        | Skiathlon 2 × 15 km | 50 km | Sprint | 4 × 10 km |
| JO 2018 Pyeongchang | Épreuve inexistante à cette date | —         | Abandon | Épreuve inexistante à cette date | —                   | —     | 17e    | —         |

Légende :
- : pas d'épreuve
- — : Non disputée par Vigo del Arco